# Blatná dolina
Blatná dolina leží v podtatranské brázdě, v podcelku Zuberská brázda. Protéká jí potok Blatná a prochází jí silnice III. třídy z Habovky nebo Zuberce do Oravíc.